# Felsőörs Forrás-hegyi geológiai bemutatóhely

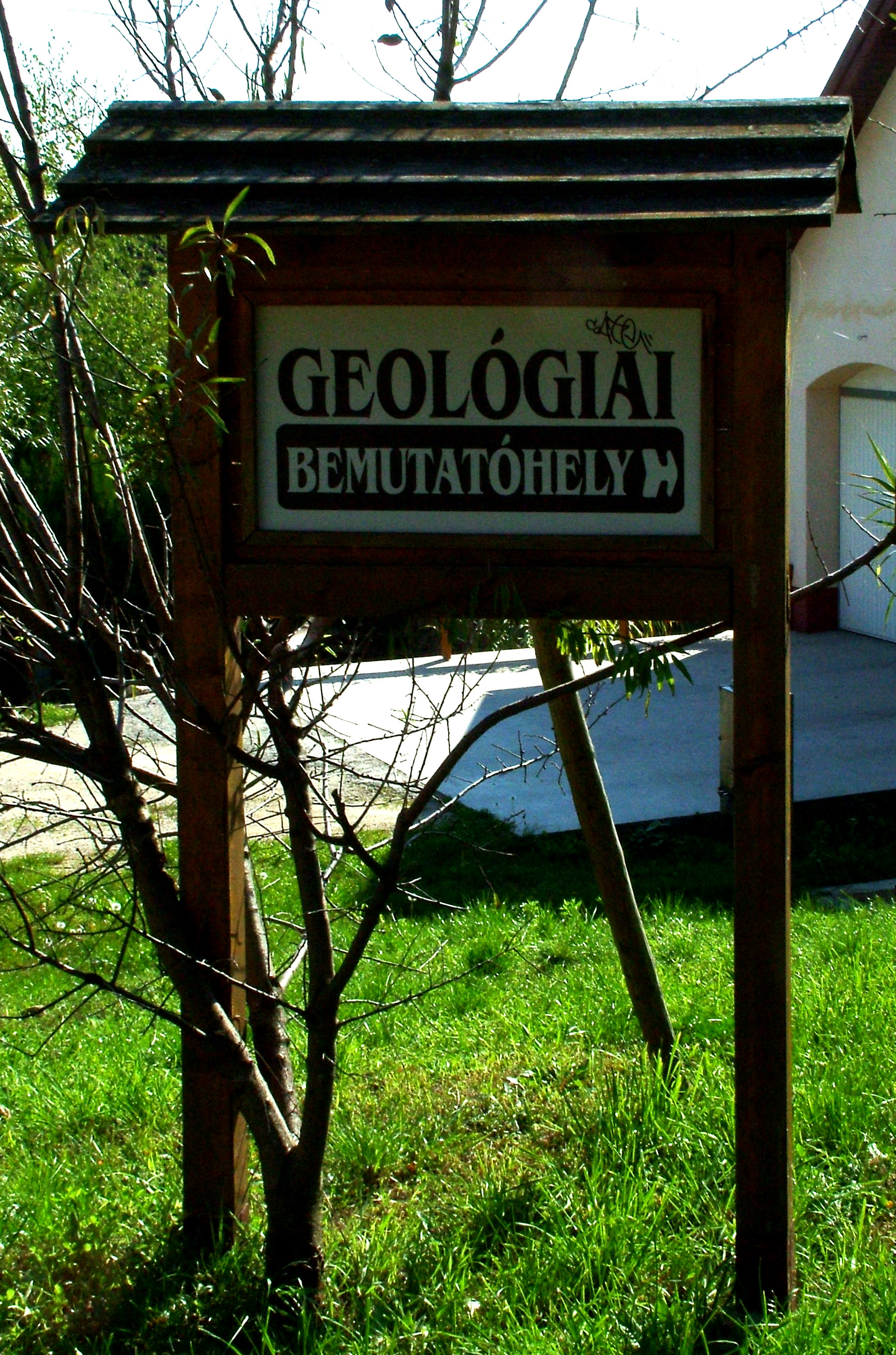
A forrás-hegyi geológiai bemutatóhely

A Forrás-hegy a Balaton-felvidék felsőörsi lejtőjén található egykori kőnyerő hely, amely nemzetközi jelentőségű földtani, őslénytani, rétegtani érdekességeket vonultat fel. Az itt kialakított geológiai bemutatóhelyen a Triász-tenger üledékeinek és a Föld tűzhányóműködésének több százmillió éves megkövült maradványai tekinthetők meg. 
A Forrás-hegy földtörténeti leleteit Böckh János geológus fedezte fel a 19. század végén. Tudós kutatók munkái nyomán világszerte ismertté vált ez a lelőhely, amelyet Magyarország első földtani alapszelvényeként tartanak számon.

## Fekvése
Felsőörs nyugati, legszélső utcájától Geológiai bemutatóhely feliratú tábla mutatja a belterülettől nyugatra elhelyezkedő Forrás-hegy helyét. Kavicsozott ösvény vezet a lelőhelyet jelző első magyarázó tábláig, amely a további eligazítást is megadja. Az ösvény a jelentős mélységbe vezető, kiépített lépcsősorig vezet, majd innen a nagyjából vízszintes völgyszakaszhoz, ami látványos kőzetfelszínével mintegy előcsarnoka a tényleges lelőhelynek. Itt több sziklatömbön látható a dolomit kőzetre jellemző, szabad felületi kubusos mállás folyamata. A szakasz végén található a második magyarázó tábla. Kissé emelkedő felszín vezet tovább a tulajdonképpeni bemutatóhelyre. Itt a hosszan elnyúló rétegtani bemutatóhelyet félnyeregtetős védőfedés óvja az időjárástól. 
Bár figyelmeztetések jelzik, hogy kőzetmintát csak megjelölt helyen szabad gyűjteni, a bemutatóhely homloksíkján jelenleg sok illegális megkutatás zavarja a könnyű áttekinthetőséget. A bemutatóhely végén található a harmadik magyarázó tábla. 
A bemutatóhely szabadon látogatható, könnyű terepbejárással, kis kirándulásként érhető el. (Ezen túl még felkereshető a helynek nevet adó forráshely is, ami azonban már nem a bemutatóhely része.)  

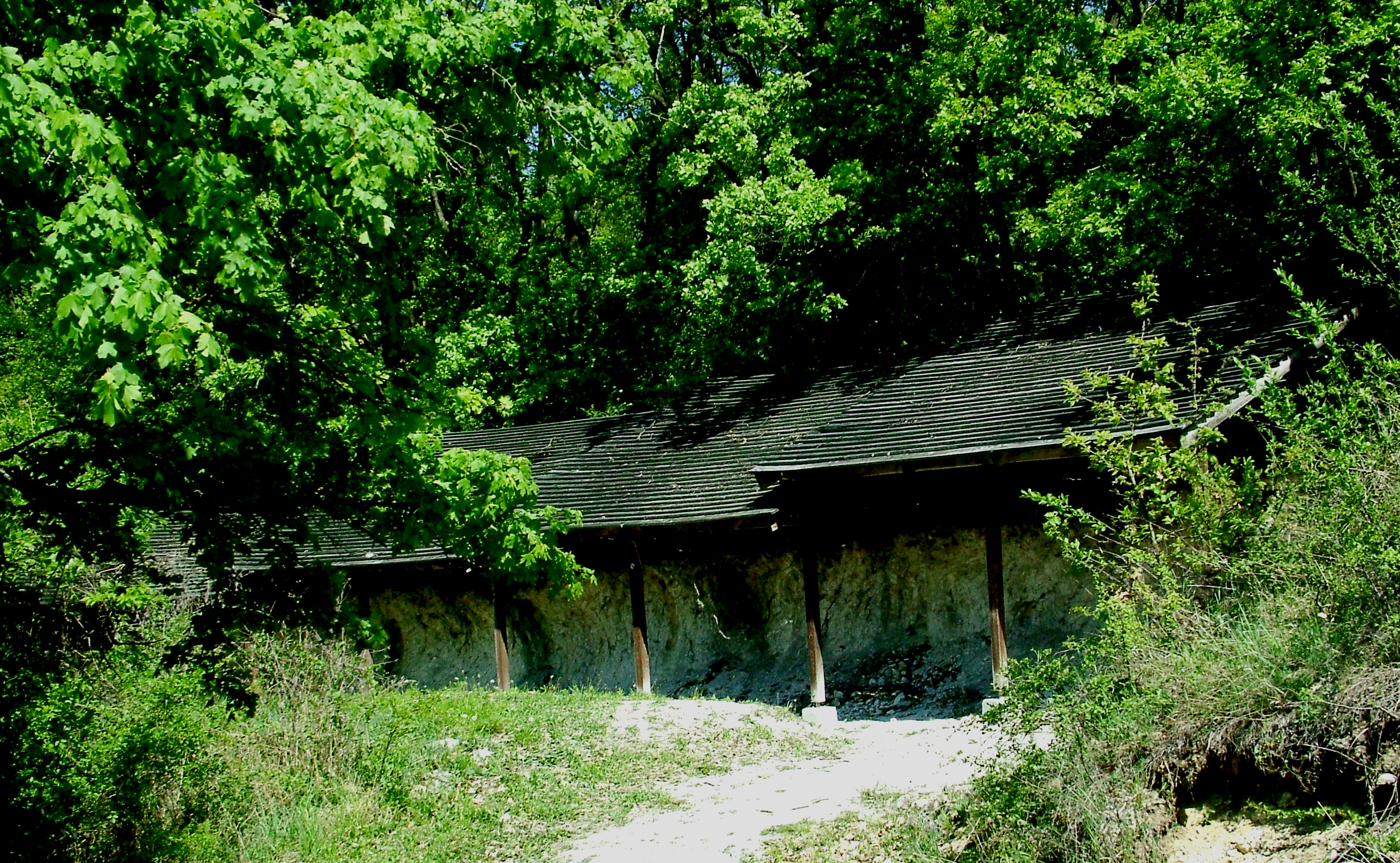
Geológiai Bemutatóhely_01

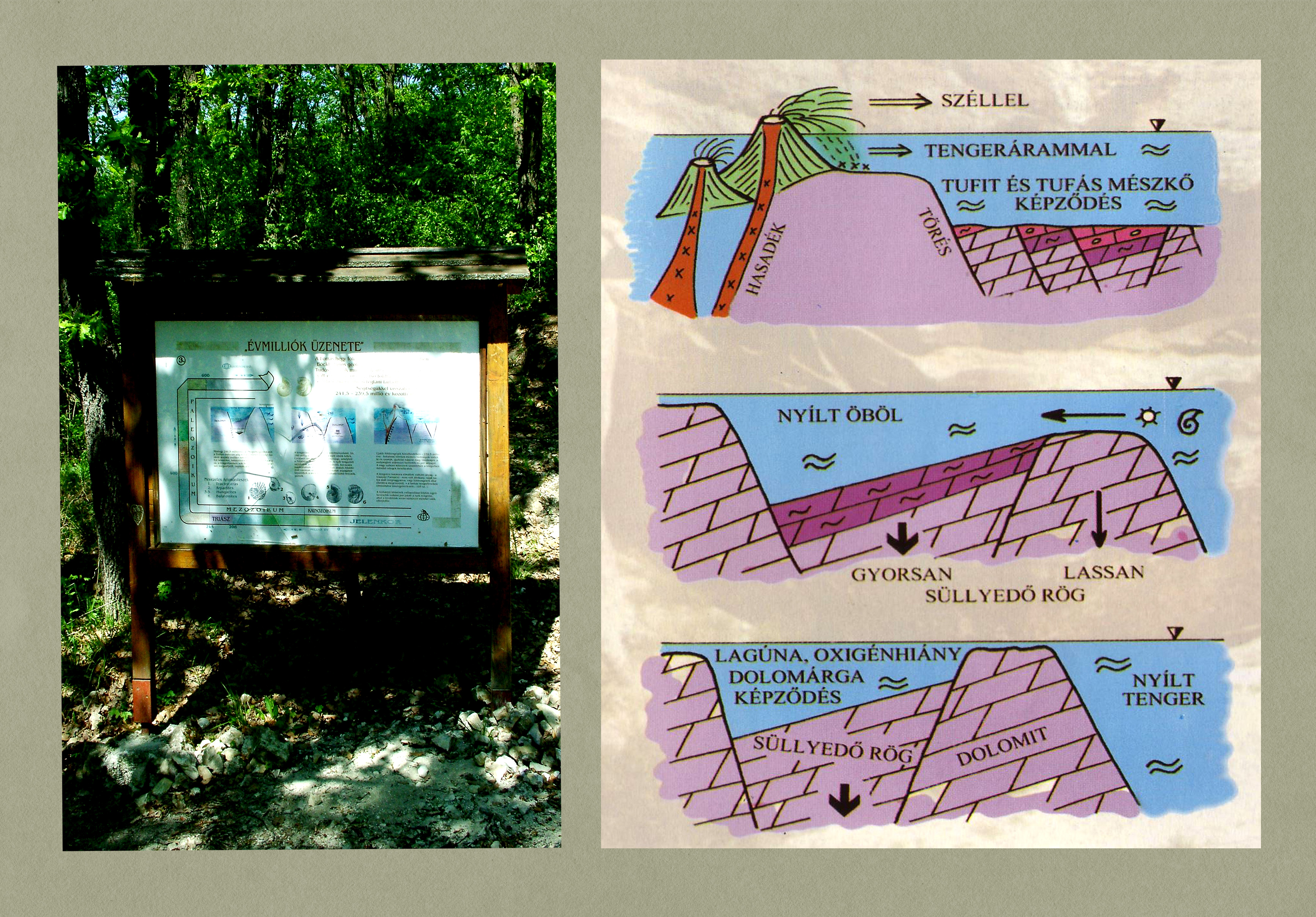
Geológiai Bemutatóhely_02

## Földtörténeti kép
A Balaton-felvidék hegyeit nagyrészt a Föld történetének triász időszakában; mintegy 200-245 millió évvel ezelőtt, a Tethys-óceán medencéjében lerakódott üledékekből megszilárdult kőzetek, őslények maradványai építik fel.
A megyehegyi dolomit formáció képződése idején és helyén a Tethys alig néhány méteres vízmélységével az ősóceán árapály övezetébe tartozott. Katasztrofális földrengések hatására a medencefenék sok helyen megtört, megsüllyedt, ezeken a helyeken kissé mélyebb vizű lagúnák alakultak ki, melyekbe a nyílt tenger oxigénben dús vize csak korlátozottan áramlott be. Ilyen lagúnában keletkezett a dolomárga.
Folytatódott a tengerfenék süllyedése, a víz mélyülése, a lagúnákból nyílt, öblök lettek. Ezekben rakódott le az a mésziszap, amelyből a felsőörsi mészkő képződött. A nyílt tengerből bejutottak a mélyebb vizet kedvelő, kovavázú sugárállatkák milliói is, az elhalt állatok feloldódott vázának az iszapban vándorolt anyagából képződtek a tűzkő lencsék, gumók a mészkőben.
Újabb földrengések következtében – 239,5 millió éve – hatalmas töréseken át tűzhányók szórták, gyakran nagyon nagy távolságra a mélységből származó törmelék- és por-anyagot. A nagy vulkáni kitörések anyaga önálló rétegekként rakódott le a tengerfenéken. Amikor a tűzhányók pihentek, a tengerben mészkő rétegek képződtek.
A tengervízzel átjárt vulkáni anyagból képződött rétegsor – a buchensteini formáció – nem volt állékony, saját súlya alatt megroggyanva, vagy földrengések által elindítva megcsúszott, s a lankás tengerfenéken elmozdulva összegyűrődött (a 105. sz. kőzetréteg és környezete).
A tűzhányók gyengülésével egyre kevesebb vulkáni por jutott a tengerbe, előbb mészkőgumós tufit, majd tűzköves mészkő keletkezett, továbbra is nyílt tengeröblökben.

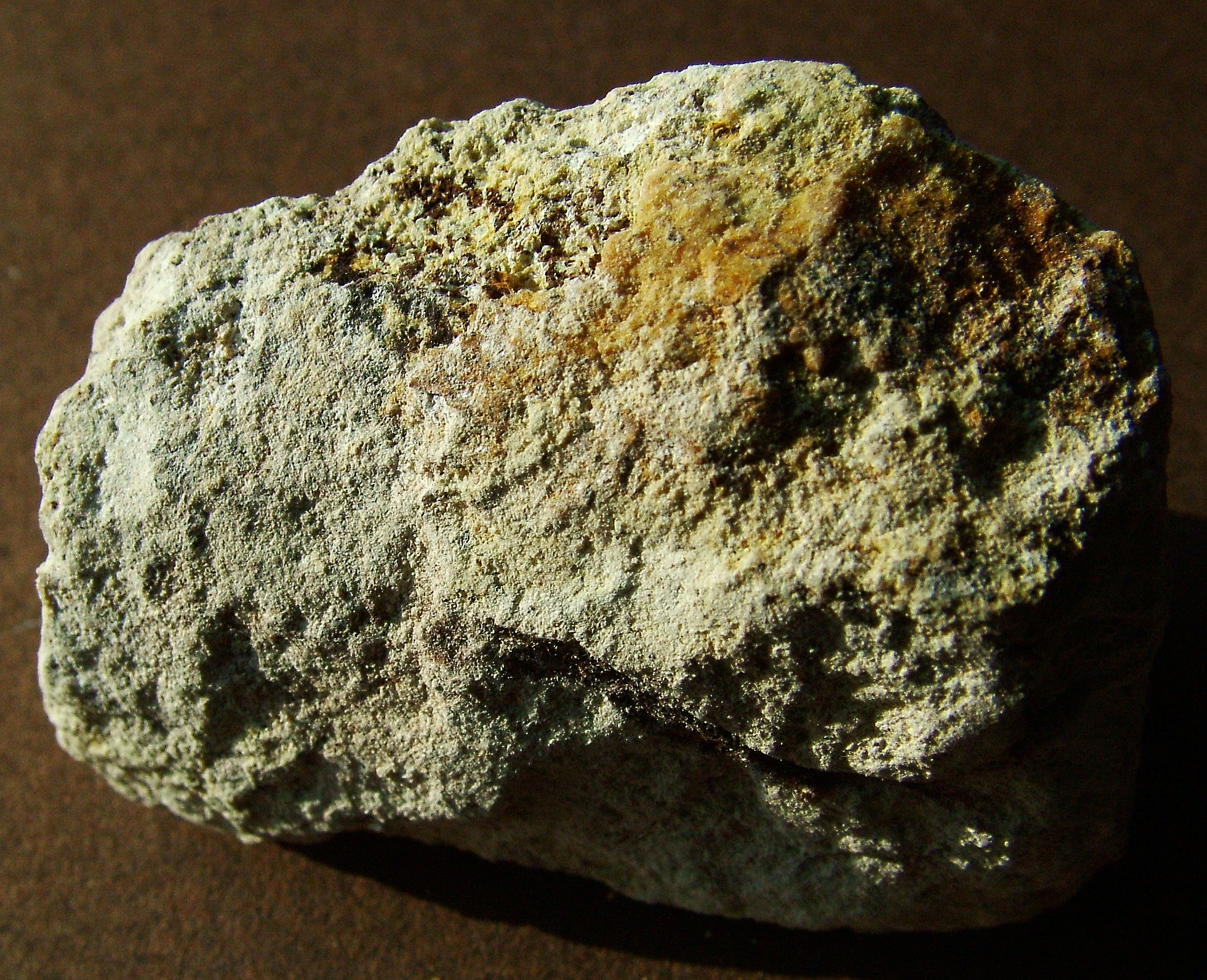
Kőzetminta_01

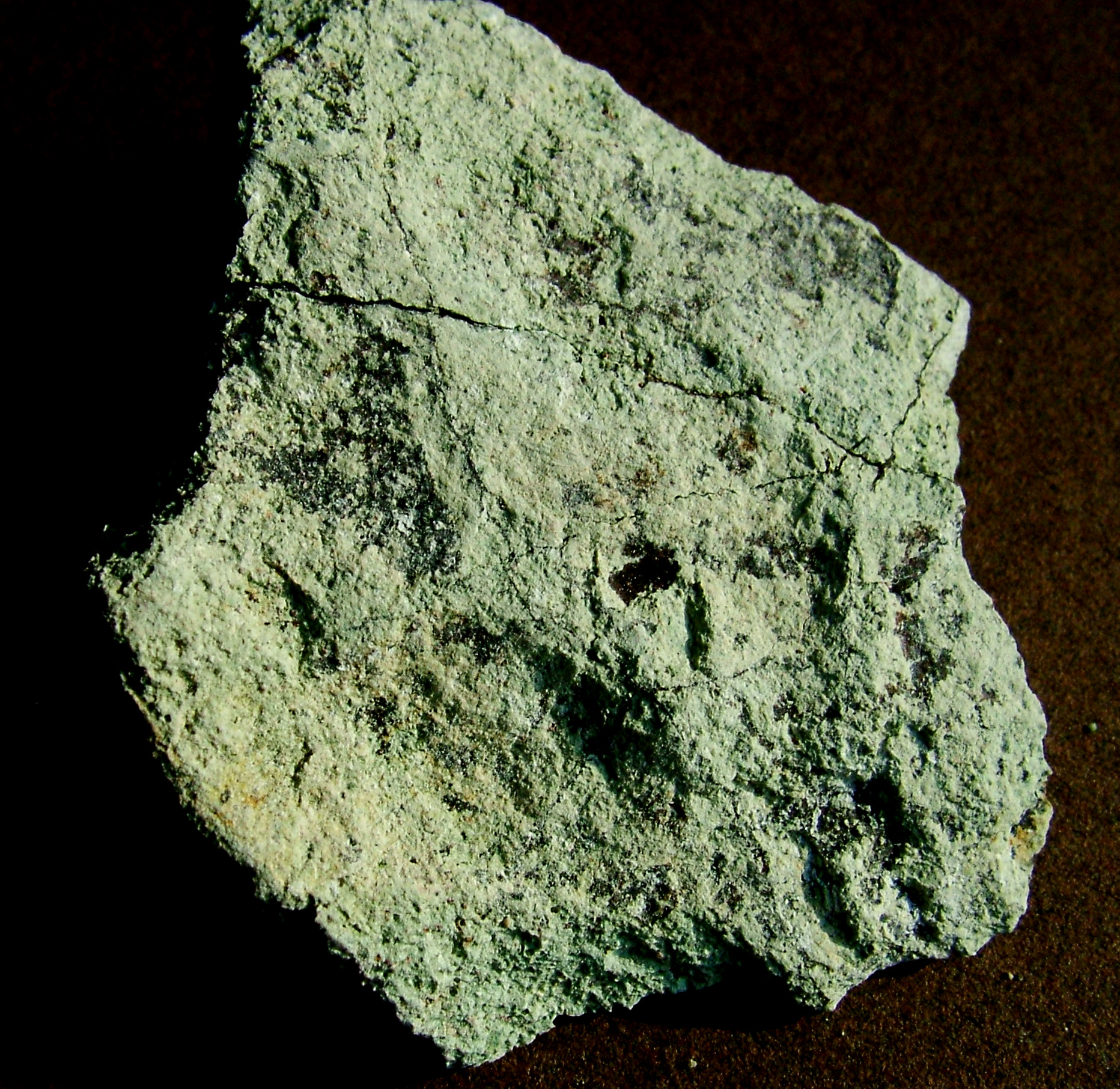
Kőzetminta_02

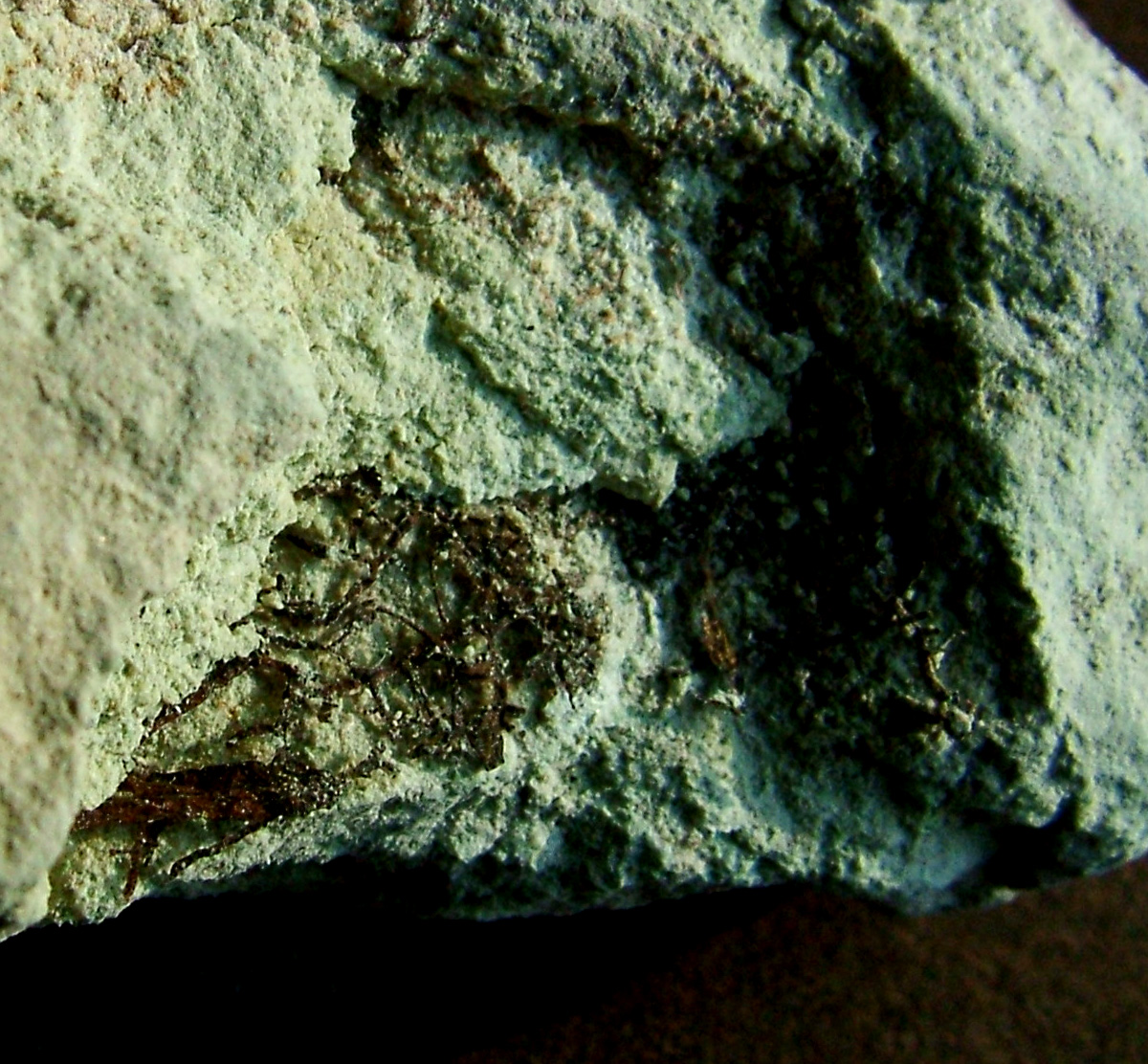
Kőzetminta_03

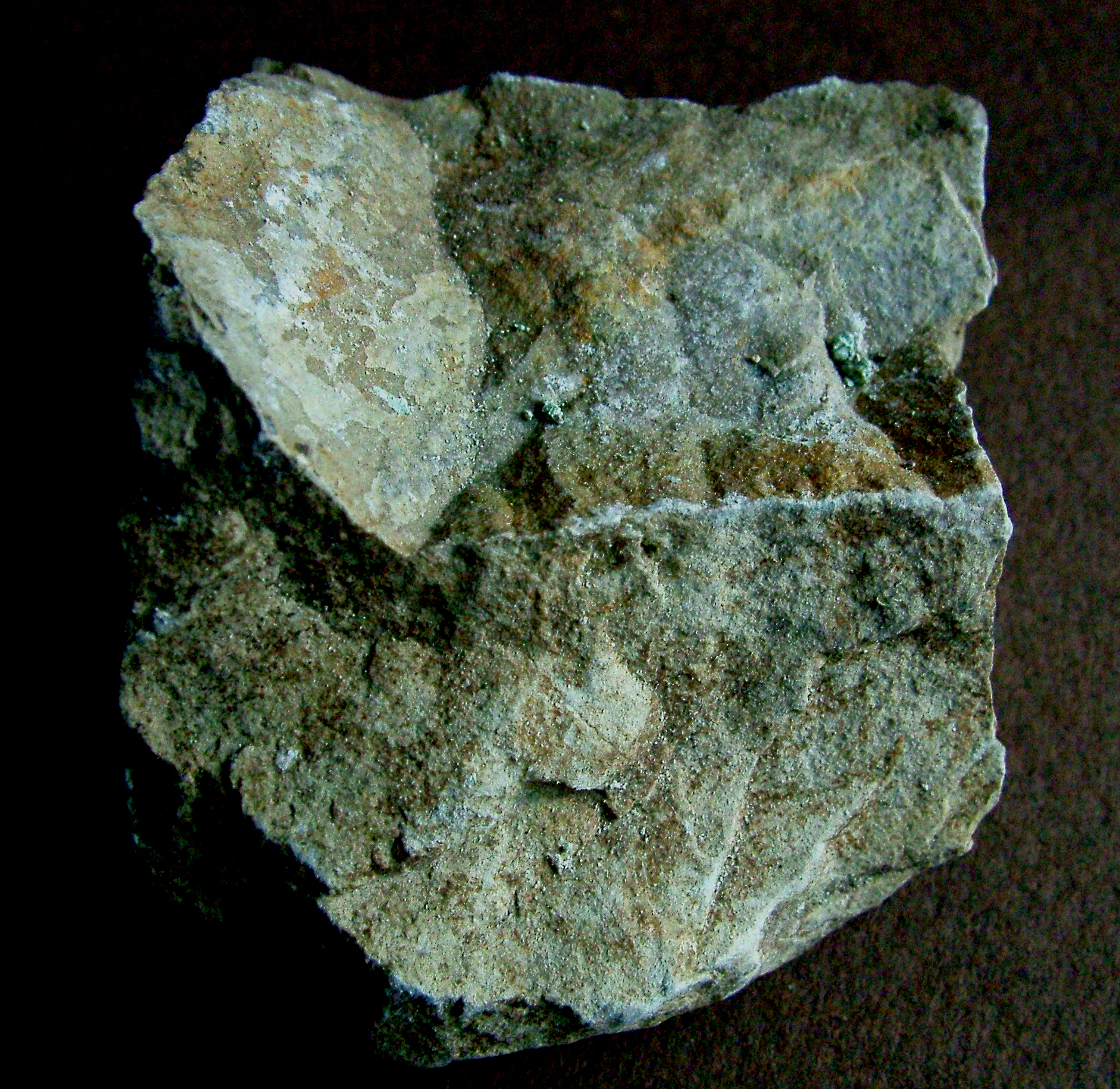
Kőzetminta_04

## A geológiai formációk
Az egymáshoz hasonló földtani rétegekből felépülő, környezetétől  jellegzetesen elkülönülő kőzettestet a rétegek osztályozásának tudománya (rétegtan (= sztratigráfia)) formáció-nak nevezi, s többnyire a legjobb, vagy legelőször felfedezett előfordulási helyéről nevezi el.

### Megyehegyi dolomit formáció
A középső triász kezdetén képződött, vastagpadosan rétegzett dolomit. Kevés ősmaradványt tartalmaz; ritkán a kékeszöld algák életműködéséből eredő, a kőzet felszínén nehezen észlelhető finom sávozottság is előfordul (Kőzetminta_04).

### Felsőörsi formáció
Barnásszürke, vékonypados dolomárga rétegsorral kezdődik. Az ősmaradványok még ritkák. (22-43. sz. rétegek). Erre települ a világosabb színezettségű, vékonypadosan rétegzett tűzköves mészkő. Gyakoriak az ősmaradványok: lábasfejűek, tengerililiomok, kagylós férgek (70. sz. réteg). Az ősmaradványoknak gyakran csak váz-lenyomatuk maradt meg, vagy ízeikre estek szét (Kőzetminta_03).
Nemzetközi jelentőségű, nevezetes időjelző határ a 99/c  jelzésű réteg felszíne (feljebb található a védőtető előtt),  -  239,5 millió évet mutat. A középső triász anisusi- és ladin emelet határfelülete.

### Vászolyi formáció
Különlegesen színezett rétegek találhatók a részben tetővel védett feltárási helyszínen, a színes ladin kőzeteket. Az óceánban zajló heves tűzhányó-működésről árulkodik a fehér, zöld és néhol vörös, vulkáni porból és törmelékből képződött, tufitból és tűzköves mészkőből álló rétegsor. A vulkáni eredetű anyag a tengervízben nagyrészt agyaggá alakult (100-111. sz. rétegek és Kőzetminta_01).

### Buchenstein formáció
Gumós mészkő, sötétvörös és szürke tűzkővel. A formáció neve a Déli Alpokból származik. A vulkáni eredetű anyag, fölfelé haladva a rétegsorban, egyre kevesebb. A rétegek képződése az egykori tengeralatti magaslatokhoz kapcsolódik (112. sz. réteg és Kőzetminta_02).